# Die Schuldigkeit des Ersten Gebots
Die Schuldigkeit des ersten Gebots (em português: O Dever do Primeiro Mandamento) é um oratório (singspiel) de Wolfgang Amadeus Mozart escrito em 1767, quando o compositor tinha 11 anos. Trata-se do primeira ópera sacra de Mozart, ou seja, um oratório encenado. O libreto é atribuído geralmente a Ignaz Anton von Weiser, embora outros autores como Johann Adam Wieland ou Jakob Anton Marianus Wimmer, possam ter feito o libreto (o título da página do libreto se refere ao autor apenas como "J.A.W.").
Apenas a primeira parte da ópera foi escrita por Mozart, a segunda e terceira partes foram contribuição de Michael Haydn e Anton Eduardo Adlgasser respectivamente. Embora essas partes escritas por esses compositores não terem sobrevivido ao tempo, tendo ficado somente a primeira parte composta por Mozart.
A primeira parte da ópera estreou no Palácio do Arcebispo de Salzburgo no dia 12 de março de 1767.
A segunda parte da ópera estreou em 19 de março do mesmo ano, e a terceira parte estreou em 26 de março também no Palácio do Arcebispo de Salzburgo.

## Personagens
| Gerechtigkeit (Divina Justiça)       | soprano |
| Barmherzigkeit (Divina Misericórdia) | soprano |
| Weltgeist (Espírito Mundano)         | soprano |
| Christgeist (Espírito Cristão)       | tenor   |
| Christ (Cristão)                     | tenor   |

## Sinopse
A ação se passa próxima a um jardim, localizado  perto uma floresta em uma época indefinida.
No oratório é feita uma alegoria com a Divina Justiça, a Divina Misericórdia, o Espírito Mundano, o Espírito Cristão e o Cristão que discutem ao decorrer da ação as possibilidades das almas do mortais.

## Orquestração
- 1 cravo (para recitativo secco)
- 1 trombone tenor (participação especial)
- 2 oboés
- 2 fagotes
- 2 trompas
- Instr. de cordas: violinos (primeiros e segundos), violas, violoncelos  (para recitativo secco) e contrabaixos (para recitativo secco).

## Números de árias
- Sinfonia
- Recitativo: "Die löblich’ und gerechte Bitte" (Gerechtigkeit, Christgeist, Barmherzigkeit)
- Nº 1. Ária: "Mit Jammer muß ich schauen" (Christgeist)
- Recitativo: "So vieler Seelen Fall" (Barmherzigkeit, Gerechtigkeit)
- Nº  2. Ária: "Ein ergrimmter Löwe brüllet" (Barmherzigkeit)
- Recitativo: "Was glaubst du?" (Barmherzigkeit, Gerechtigkeit, Christgeist)
- Nº 3. Ária: "Erwache, fauler Knecht" (Gerechtigkeit)
- Recitativo: "Er reget sich" (Christgeist, Barmherzigkeit, Gerechtigkeit)
- Nº 4. Ária: "Hat der Schöpfer dieses Lebens" (Weltgeist)
- Recitativo:  "Daß Träume Träume sind" (Christ)
- Nº  5. Ária: "Jener Donnerworte Kraft" (Christ)
- Recitativo: "Ist dieses, o so zweifle nimmermehr" (Weltgeist, Christ, Christgeist)
- Nº  6. Ária: "Schildre einen Philosophen" (Weltgeist)
- Recitativo: "Wen hör’ ich nun hier in der Nähe" (Weltgeist, Christ, Christgeist)
- Nº  7. Ária: "Manches Übel will zuweilen" (Christgeist)
- Recitativo: "Er hält mich einem Kranken gleich"  (Christ, Christgeist, Gerechtigkeit)
- Recitativo:  "Hast du nunmehr erfahren" (Barmherzigkeit, Christgeist, Gerechtigkeit)
- Nº  8. Terceto: "Laßt mich eurer Gnade Schein" (Christgeist, Barmherzigkeit, Gerechtigkeit)